# Cá bao áo
Cá bao áo (tên khoa học Atropus atropos) là một loài cá biển trong họ Carangidae.